# Sheila Ingram
Sheila Rena Ingram (Washington, 23 marzo 1957 – 1º settembre 2020) è stata una velocista statunitense, attiva negli anni settanta.

## Palmarès
| Anno | Manifestazione | Sede     | Evento  | Risultato | Prestazione | Note |
| ---- | -------------- | -------- | ------- | --------- | ----------- | ---- |
| 1976 | Olimpiadi      | Montréal | 4×400 m | Argento   | 3'22"81     |      |